# Business-Case
Ein Business-Case (deutsch „Geschäftsfall“, "Geschäftsidee") ist der Anglizismus für die Analyse eines Geschäftsszenarios hinsichtlich der Rentabilität der dafür benötigten Investition. Er dient zur Darstellung und Abwägung der prognostizierten finanziellen und strategischen Auswirkungen eines Projekts, eines Vorhabens oder einer Investition. Ein Business-Case beschreibt dazu den Istzustand, angestrebte Ziele/Geschäftsanforderungen, mögliche Lösungsansätze (Handlungsoptionen), vergleicht die Lösungsvarianten und spricht eine Empfehlung für das weitere Handeln aus. Dies kann auch die Beibehaltung des Status quo (sogenannte Null-Variante) sein.

## Etymologie
Für den Anglizismus „Business Case“ existiert keine allgemein gebräuchliche, genaue deutsche Übersetzung. In unterschiedlichen Zusammenhängen wird synonym Geschäftsszenario benutzt, jedoch wird dieser Begriff auch bei der Modellierung von Geschäftsprozessen verwendet. Die wörtliche Übersetzung Geschäftsfall (oder Geschäftsvorfall) bezeichnet hingegen Ereignisse, die von der Buchhaltung als Buchung erfasst werden können. Das Geschäftsmodell wiederum ist als Übersetzung von englisch business model gebräuchlich und bietet sich deshalb ebenfalls nicht als deutsche Übersetzung an.
Ein Business-Case wird oft im Vorfeld eines Projekts oder Vorhabens erstellt, um dessen Wirtschaftlichkeit und die Auswirkungen auf das Unternehmen zu untersuchen. Durch eine Analyse von Nutzen, Aufwendungen und Risiken trägt er dazu bei, dass die Ressourcen eines Unternehmens auf die erfolgversprechenden Projekte konzentriert werden.

## Bestandteile
Ein Business-Case besteht aus:
- Zusammenfassung (Executive Summary),
- Ausgangssituation (Ist-Analyse),
- Ziele, Geschäftsanforderungen,
- Untersuchte Lösungsvarianten,
- Bewertung der Lösungsvarianten nach monetären (Kosten, Aufwand, Erlöse, Erträge) und nicht-monetären Aspekten (Nutzwert),
- Risikoanalyse,
- Entscheidungsvorlage.

In der Zusammenfassung werden die Thematik und die Zielsetzung skizziert. Diese Executive Summary bietet kompakt die wesentlichen Informationen zum Business-Case.
Inhalt der Ausgangssituation ist die Beschreibung des Istzustands bzw. Problems, das Gegenstand des Business-Cases ist. Dazu gehört auch die Analyse der Ursachen vorhandener Probleme. Damit sollen alle wichtigen Stakeholder ein einheitliches Verständnis für die Thematik gewinnen.
Die Ziele, Geschäftsanforderungen geben die gewünschten Wirkungen des Projekts oder Vorhabens an. Dies können beispielsweise geringere laufende Kosten sein oder die Steigerung von Umsätzen.
Zur Untersuchung von möglichen Lösungsvarianten sollte abgegrenzt werden, was am Istzustand verändert werden soll/kann/darf, und welche Aspekte nicht verändert werden sollen/können/dürfen. Damit wird der Scope bestimmt. Auf dessen Grundlage werden Lösungsvarianten entworfen. Diese können von kleineren Änderungen des Istzustands (sogenannte Null-Plus-Variante) bis zu großen Veränderungen reichen. Lösungsvarianten können dabei empirisch erarbeitet werden, indem ausgehend vom Istzustand nach Verbesserungen gesucht wird, oder divergent, indem z. B. mittels Kreativitätstechniken nach neuartigen Lösungen gestrebt wird.
Die gefundenen Lösungsvarianten gilt es im nächsten Schritt zu bewerten, indem sie den Zielen gegenübergestellt werden. Diese Bewertung kann nach monetären Zielen wie Kosten und Aufwände erfolgen. Häufig gibt es Einmalkosten (Investitions- oder Projektkosten) und periodisch anfallende (z. B. jährliche) Kosten. Diese Kosten sollten nach ihrer Art weiter aufgegliedert werden. So können Projektkosten beispielsweise in Kosten der Planung und der Durchführung unterschieden werden. Je umfassender das betrachtete Problem ist, desto genauer sollte die Aufgliederung sein. Analog sollte bei Erlösen und Erträgen vorgegangen werden. Auch hier sind die Kategorien wie „einmalig“ und „periodisch anfallend“ sinnvoll.
Eine mögliche Investitionsrechnung, die zur Bewertung genutzt werden kann, ist der Kapitalwert. Dieser zinst die Zahlungsströme mit einem Kalkulatorischen Zinssatz auf einen Betrag in der Gegenwart ab. Werden mehrere Lösungsvarianten bewertet, erscheint die Variante mit dem höchsten Kapitalwert als aussichtsreich.
Herausfordernd kann die monetäre Bewertung von eigentlich nicht-monetären Zielen sein. Ein Beispiel ist die Einsparung von Arbeitszeit bei der Unterstützung von Mitarbeitern durch ein Softwaresystem. Voraussichtlich wird dadurch Bearbeitungszeit eingespart. Wie hoch diese Einsparung ausfällt, kann weniger genau bestimmt werden. Außerdem ist die Frage zu klären, ob die eingesparte Zeit z. B. bewertet wird mit dem Stundenlohn des Mitarbeiters, mit dessen Personalkosten oder mit dem Mehrumsatz, den der Mitarbeiter aufgrund der gewonnenen Zeit generieren kann. Es ergibt sich also Interpretationsspielraum, der positiv wie negativ ausgelegt werden kann.
Die nicht-monetären Aspekte umfassen alle nicht oder nur unzureichend monetär bewertbaren Ziele. Dies können beispielsweise eine gesteigerte Kunden-, Mitarbeiterzufriedenheit oder kürzere Prozessdurchlaufzeiten sein. Die Bewertung wird häufig durch eine Vergabe von Punkten (z. B. auf einer Skala von 0 bis 10) für die jeweilige Lösungsvariante vorgenommen.
Zu den untersuchten Lösungsvarianten sollten deren Risiken untersucht werden. Diese Risikoanalyse kann z. B. finanzielle Risiken oder Risiken der Umsetzung im Projekt umfassen. Häufig wird ein Risiko mit seiner Eintrittswahrscheinlichkeit und seiner Auswirkung (bei Eintreten) beschrieben.
In der Empfehlung werden alle gewonnenen Informationen in einer Entscheidungsvorlage zusammengefasst und die Lösungsvariante vorgeschlagen, die die Ziele voraussichtlich am besten erreicht.